# كاديار
بلدية كاديار (بالإسبانية: Cádiar) هي بلدية تقع في مقاطعة غرناطة التابعة لمنطقة أندلوسيا جنوب إسبانيا.

## الديموغرافيا
بلغ عدد سكان بلدية كاديار 1.652 نسمة عام 2011 (وفقاً للمعهد الوطني الإسباني للإحصاء).
| 1.754 | 1.650 | 1.523 | 1.601 | 1.671 | 1.634 | 1.652 |